# إبراهيم محمد صالح
إبراهيم محمد صالح (مواليد 30 مايو 1995) هو عداء سعودي، متخصص في سباق 400 متر و400 متر حواجز.

## مسيرته
في بطولة العالم للناشئين لألعاب القوى 2012، فاز إبراهيم محمد صالح بالميدالية البرونزية في سباق 400 متر حواجز خلف الأمريكي إريك فوتش والياباني تاكاهيرو ماتسوموتو.

## إنجازاته
| التاريخ | المنافسة                           | المكان  | النتيجة        | السباق        | الزمن                |
| ------- | ---------------------------------- | ------- | -------------- | ------------- | -------------------- |
| 2011    | بطولة العالم للشباب لألعاب القوى   | ليل     | الرتبة الثانية | 400 متر حواجز | 51 ثانية 14          |
| 2012    | بطولة آسيا لألعاب القوى للناشئين   | كولمبو  | الرتبة الأولى  | 400 متر حواجز | 51 ثانية 20          |
| 2012    | بطولة آسيا لألعاب القوى للناشئين   | كولمبو  | الرتبة الثانية | 400 متر حواجز | 3 دقائق 10 و63 ثانية |
| 2012    | بطولة العالم للناشئين لألعاب القوى | برشلونة | الرتبة الثالثة | 400 متر حواجز | 50 ثانية 47          |

### أرقامه
| السباق        | الزمن       | المكان  | التاريخ       |
| ------------- | ----------- | ------- | ------------- |
| 400 متر حواجز | 50 ثانية 47 | برشلونة | 13 يوليو 2012 |
| 400 متر       | 48 ثانية 21 | الرياض  | 3 ماي 2012    |

## وصلات خارجية
- إبراهيم محمد صالح على موقع الاتحاد الدولي لألعاب القوى (الإنجليزية)